# Municipio de Lively Grove
El municipio de Lively Grove (en inglés: Lively Grove Township) es un municipio ubicado en el condado de Washington en el estado estadounidense de Illinois. En el año 2010 tenía una población de 688 habitantes y una densidad poblacional de 7,39 personas por km².

## Geografía
Según la Oficina del Censo de los Estados Unidos, el municipio tiene una superficie total de 93.13 km², de la cual 93,02 km² corresponden a tierra firme y (0,11 %) 0,1 km² es agua.

## Demografía
Según el censo de 2010, había 688 personas residiendo en el municipio de Lively Grove. La densidad de población era de 7,39 hab./km². De los 688 habitantes, el municipio de Lively Grove estaba compuesto por el 99,27 % blancos, el 0,15 % eran amerindios, el 0,15 % eran asiáticos y el 0,44 % eran de una mezcla de razas. Del total de la población el 0,44 % eran hispanos o latinos de cualquier raza.